# لوكاس أوخيدا
لوكاس أوخيدا (بالإسبانية: Lucas Ojeda)‏ هو لاعب كرة قدم أرجنتيني في مركز الهجوم، ولد في 1 فبراير 1986 في فورموزا في الأرجنتين. لعب مع أتلتيكو أتلانتا وإنديبندينتي وتيغري وديبورتيس ماجالانز ونادي أوهيجينس.

## وصلات خارجية
- لوكاس أوخيدا على موقع قاعدة بيانات كرة القدم.إي يو (الإنجليزية)
- لوكاس أوخيدا على موقع Soccerway.com (الإنجليزية)
- لوكاس أوخيدا على موقع عالم كرة القدم.نت (الإنجليزية)